# Palma de la Cruz
Palma de la Cruz är en ort i Mexiko.   Den ligger i kommunen Soledad de Graciano Sánchez och delstaten San Luis Potosí, i den centrala delen av landet, 400 km nordväst om huvudstaden Mexico City. Palma de la Cruz ligger 1 837 meter över havet och antalet invånare är 695.
Terrängen runt Palma de la Cruz är platt västerut, men österut är den kuperad. Runt Palma de la Cruz är det tätbefolkat, med 550 invånare per kvadratkilometer. Närmaste större samhälle är San Luis Potosí, 14,1 km sydväst om Palma de la Cruz. Trakten runt Palma de la Cruz består till största delen av jordbruksmark.